# 전하영 (펜싱 선수)
전하영(2001년 8월 18일~)은 대한민국의 펜싱 선수로 주 종목은 사브르이다. 2024년 하계 올림픽에 참가, 펜싱 여자 사브르 단체전에서 은메달을 기록하였다.

## 경력
대전용전중학교 재학 시절 당시 펜싱부 감독인 오광훈의 권유로 펜싱에 입문했다. 용전중학교 졸업 후 대전송촌고등학교로 진학했고 고교 시절 유스 국가대표와 주니어 국가대표로 활동했다. 또한 고등학교 2학년 때인 2018년에는 처음으로 국가대표로 발탁되어 11월에 프랑스 오를레앙에서 열린 그랑프리 대회를 통해 첫 성인 국가대표 경기를 가졌다.
2021년에는 이집트 카이로에서 열린 세계 주니어 선수권 대회에서 개인전과 단체전을 석권하며 2관왕에 올랐으며 대한민국 여자 사브르 선수로는 처음으로 세계 주니어 선수권 대회 개인전 우승자가 되었다.
2023년 7월에는 밀라노에서 열린 2023년 세계 선수권 대회에서 단체전 동메달을 획득했다.
이듬해인 2024년 7월에는 프랑스 파리에서 열린 2024년 하계 올림픽에 참가하면서 선수 경력 첫 올림픽에 출전했다. 그녀는 개인전에서 우크라이나의 알리나 코마슈크를 15-8로 꺾은 후 이집트의 나다 하페즈를 15-7로 꺾었다. 이후 8강에서는 대표팀 동료인 최세빈을 상대하여 14-15로 패했다.
2024년 하계 올림픽의 펜싱 여자 사브르 단체전에서는 은메달을 획득하였다.